# Patricia Carli

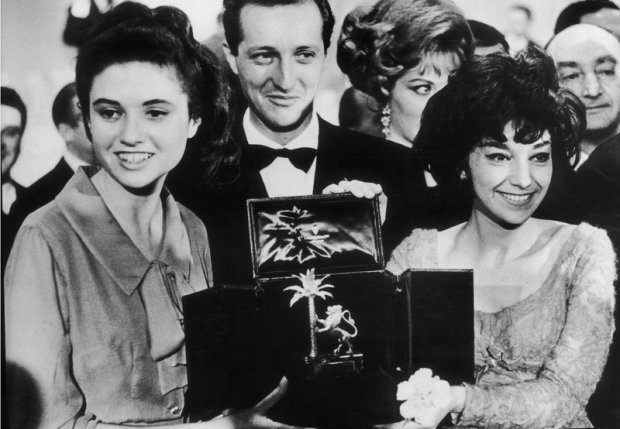
Gigliola Cinquetti i Patricia Carli (San Remo 1964)

Patricia Carli, właśc. Rosetta Ardito (ur. 12 marca 1938 w Tarencie, Włochy) – włosko-belgijska piosenkarka i kompozytorka, zwyciężczyni Festiwalu Piosenki Włoskiej w San Remo w 1964 roku z piosenką „Non ho l’età”, wykonaną w parze z Gigliolą Cinquetti.

## Życiorys
Rosetta Ardito jest córką włoskich emigrantów, mieszkającą w Belgii, ale pracującą jako autorka, aktorka i piosenkarka głównie we Francji. Jesienią 1963 roku wydała swoją debiutancką EP-kę „Demain Tu Te Maries”. Była autorką tekstów i kompozytorką wszystkich 4 znajdujących się na niej piosenek. W 1964 roku wygrała w parze z Gigliolą Cinquetti Festiwal Piosenki Włoskiej w San Remo wykonując piosenkę „Non ho l’età”. Na tym samym festiwalu wykonała jeszcze jedną piosenkę, „Così felice” (w parze z Giorgio Gaberem). Ówczesny Festiwal był pierwszym otwartym dla cudzoziemców, a zwycięstwo było dla Patricii Carli całkowitym zaskoczeniem; dowiedziała się o nim już po wyjściu z sali koncertowej Casinò delle Feste.